# Mazepa
Mazepa (Russisch: Мазепа) is een film uit 1909 van regisseur Vasili Gontsjarov.

## Verhaal
Hetman Mazepa is verliefd op de dochter van Kotsjubej en vraagt om haar hand in het huwelijk, maar haar vader weigert hem, waardoor ze met Mazepa ontsnapt.

## Rolverdeling
| Acteur               | Personage      |
| -------------------- | -------------- |
| Vasili Stepanov      | Kochubey       |
| Andrey Gromov        | Mazepa         |
| Raisa Reyzen         | Maria          |
| Antonina Pozharskaya | Maria's moeder |